# Phare de Papey
Le phare de Papey est un phare situé sur l'île de Papey dans la région d'Austurland.